# Nevena Božović
Nevena Božović, serb. Невена Божовић (ur. 15 czerwca 1994 w Mitrowicy) – serbska piosenkarka i autorka tekstów. Reprezentantka Serbii w Konkursie Piosenki Eurowizji Junior (2007) oraz Konkursie Piosenki Eurowizji (2013 i 2019).

## Życiorys

### Kariera
W 2007 reprezentowała Serbię z piosenką „Piši mi” w 5. Konkursie Piosenki Eurowizji dla Dzieci w Rotterdamie. W finale zajęła trzecie miejsce.
W 2013 zajęła drugie miejsce w programie Prvi glas Srbije, przegrywając tylko z Mirną Radulović. W tym samym roku jako członkini girls bandu Moje 3 reprezentowała Serbię podczas 58. Konkursu Piosenki Eurowizji w Malmö z utworem „Ljubav je svuda”. Zajęły 11. miejsce w półfinale, nie kwalifikując się do finału.
W 2019 z piosenką „Kruna” reprezentowała kraj w 64. Konkursie Piosenki Eurowizji w Tel Awiwie. 18 maja wystąpiła w finale konkursu i uplasowała się na 18. miejscu po zdobyciu łącznie 89 punktów.

## Życie prywatne
20 kwietnia 2019 w Budvie w Czarnogórze poślubiła Nikolę Ivanovicia.